# (5101) Akhmerov
(5101) Akhmerov es un asteroide perteneciente al cinturón de asteroides, descubierto el 22 de octubre de 1985 por la astrónoma ucraniana Liudmila Zhuravliova desde el Observatorio Astrofísico de Crimea (República de Crimea).

## Designación y nombre
Designado provisionalmente como 1985 UB5. Fue nombrado Akhmerov en honor al médico soviético ruso Vadim Zinov'evich Akhmerov.

## Características orbitales
Akhmerov está situado a una distancia media del Sol de 3,005 ua, pudiendo alejarse hasta 3,354 ua y acercarse hasta 2,656 ua. Su excentricidad es 0,116 y la inclinación orbital 10,69 grados. Emplea 1903,01 días en completar una órbita alrededor del Sol.

## Características físicas
La magnitud absoluta de Akhmerov es 12,4. Tiene 11,012 km de diámetro y su albedo se estima en 0,192.